# فناوری هوایی
فناوری هوایی به مجموعه دانشها و فناوریهای مرتبط با هوانوردی و بررسی حرکت در جو اطراف زمین 
گفته می‌شود.شناخت ماهیت هوا و جو، هواپیما، موشک، بالگرد، بالن و غیره، از شاخه‌های فناوری 
هوایی محسوب می‌شوند.
تاریخچه این فناوری را می‌توان به افکار انسان در مورد پرواز و پرندگان، ساخت بالهای بزرگ برای حرکت 
در هوا، اندیشه‌های داوینچی و اختراع کایت و هواپیمای کوچک توسط برادران رایت رساند.